# Queensland Open 2010
Il Queensland Open 2010 è stato un torneo di tennis per giocatori diversamente abili della categoria ITF Wheelchair Tennis nell'ambito del NEC Tour 2010. Il torneo si è giocato nella città australiana di Caloundra su campi in cemento outdoor. Il torneo si è svolto tra il 7 e il 10 gennaio 2010.

## Vincitori

### Singolare
Marc McCarroll ha battuto in finale  Gordon Reid con il punteggio di 7–6, 4–6, 6–4

### Doppio
Marc McCarroll /  Gordon Reid hanno battuto in finale  Michael Dobbie /  Ben Weekes con il punteggio di 7–5, 6–3